# Halichoeres lapillus
Halichoeres lapillus Smith, 1947 è un pesce di acqua salata appartenente alla famiglia Labridae che proviene dall'oceano Indiano.

## Descrizione
Presenta un corpo compresso ai lati e più alto di altre specie del genere Halichoeres. La lunghezza massima registrata è di 14 cm.
La colorazione non varia particolarmente e si mantiene sempre prevalentemente rossiccia, con macchie irregolari dal bordo scuro bianche negli esemplari femminili e verdi o bluastre in quelli maschili. La pinna caudale ha il margine arrotondato.

## Distribuzione e habitat
Proviene dalle barriere coralline dell'ovest dell'oceano Indiano, in particolare da Natal, Riunione, Sudafrica, Madagascar, Mozambico e Mauritius. Nuota in zone poco profonde, difficilmente oltre i 15 m, ricche di vegetazione acquatica e alghe.

## Biologia
Sconosciuta.

## Conservazione
Questa specie viene classificata come "a rischio minimo" (LC) dalla lista rossa IUCN perché non sembra essere minacciata da particolari pericoli.